# معيار الرابطة الوطنية للوقاية من الحرائق رقم 704
| NFPA 704                         |
| -------------------------------- |
| 1 2 W                            |
| ألماسة النار لبورهيدريد الصوديوم |

معيار الرابطة الوطنية للوقاية من الحرائق رقم 704 ويرمز له بالإنكليزية NFPA 704 وقد يسمى أيضا ألماسة النار وهو معيار معتمد من قبل الرابطة الوطنية للحماية من الحرائق في الولايات المتحدة الأمريكية. وهو يساعد عمال الإنقاذ وإطفاء الحرائق سريعا وبسهولة على تحديد الأخطار التي قد يتعرضون إليها من قبل المواد الخطرة المجاورة. وهذا يساعدهم على تحديد أي الأجهزة والإجراءات والمحاذير الواجب اتباعها أثناء اللحظات الأولى من الاستجابة لحالة طارئة.

## الترميز

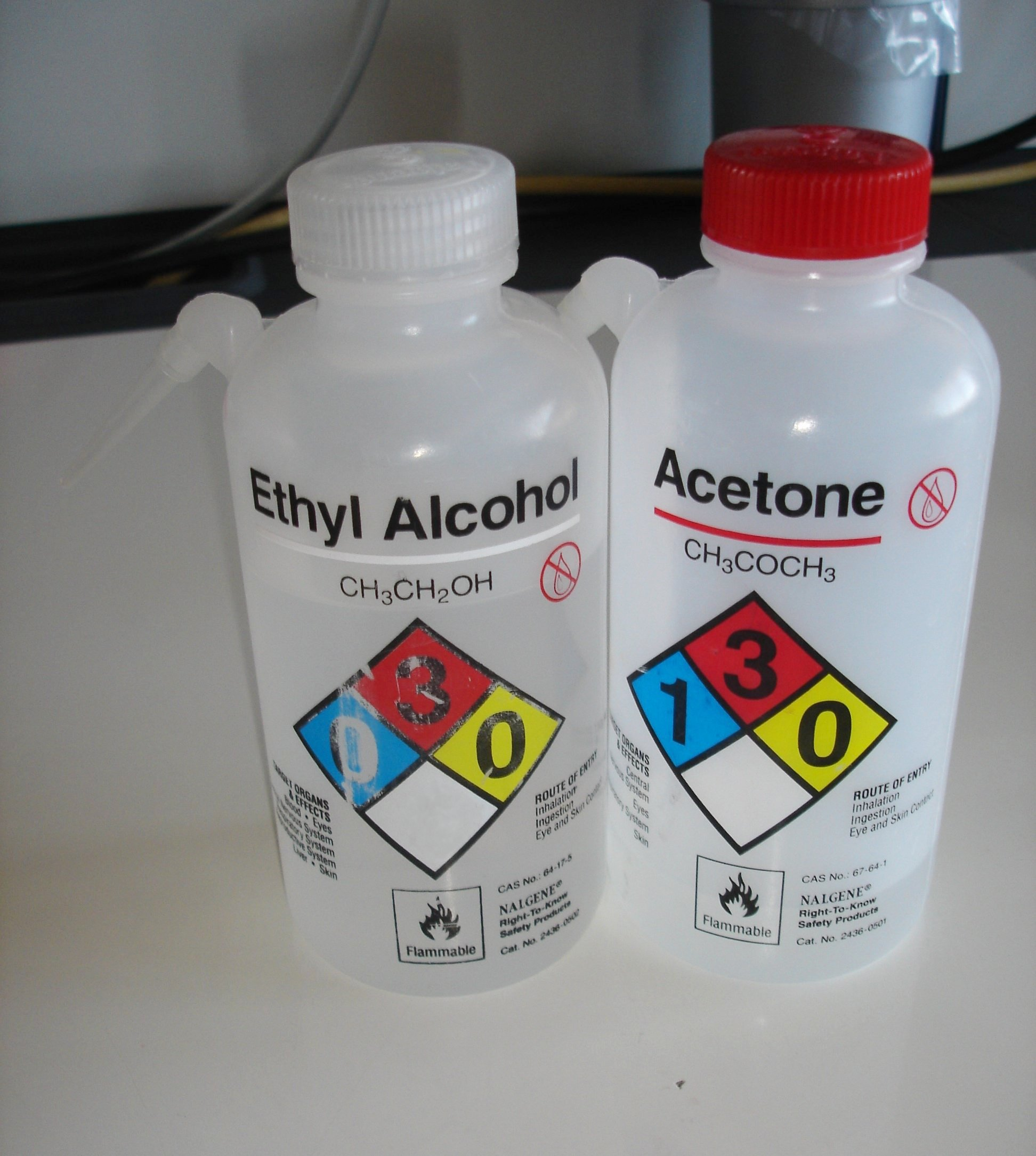
قنينتان للبخ من اللدائن ملصق عليها ترميز ألماسة النار لتحديد المواد الخطرة.

تقسم ألماسة النار إلى أربع أقسام ملونة بألوان مختلفة تشير إلى معان مختلفة، فاللون الأزرق يشير إلى مستوى الخطر على الصحة، واللون الأحمر يشير إلى الاشتعالية، واللون الأصفر إلى التفاعلية الكيميائية، واللون الأبيض يحتوي رمزا خاصا للمخاطر الخاصة. وتتراوح قيم الصحة والاشتعالية والتفاعلية من 0 (لا خطر، مادة عادية) إلى 4 (خطير).
| الصحة (أزرق) | |
| 4            | قد يسبب التعرض القصير جدا للمادة إلى الموت أو إلى ضرر مادي دائم (مثل سيانيد الهيدروجين، الفوسفين)         |
| 3            | قد يسبب التعرض القصير إلى ضرر كبير أو متوسط مؤقت أو دائم (مثل غاز الكلور)                                 |
| 2            | قد يسبب التعرض الكثيف أو المستمر ولكن غير المزمن إلى فقدان مؤقت للقدرة أو ضرر دائم محتمل (مثل إثير أثيلي) |
| 1            | قد يسبب التعرض لهذه المادة إلى التهيج مع أضرار متبقية قليلة (مثل أسيتون)                                  |
| 0            | لا تشكل هذه المادة أي ضرر على الصحة، ولا ضرورة لأي محاذير وقائية (مثل لانولين أو دهن الصوف)               |

| اشتعالية (أحمر) | |
| 4               | يتبخر كاملا وبسرعة تحت درجة الحرارة والضغط الجوي العاديين، أو أنه يتشتت بسهولة في الهواء وسيحترق بسهولة (مثل البروبان)، وتكون نقطة الوميض أقل من 23°م |
| 3               | تشمل المواد الصلبة والسائلة التي يمكن أن تلتهب تحت درجات الحرارة المحيطة (مثل البنزين). وتكون نقطة الوميض بين 23 °م و 38 °م.                          |
| 2               | يجب تسخين المادة تسخينا معتدلا أو أن تتعرض إلى درجة حرارة مرتفعة للوسط المحيط قبل أن تلتهب (مثل وقود الديزل.                                          |
| 1               | يجب تسخين المادة حتى تلتهب (مثل زيت الصويا). نقطة الوميض فوق 93 °م.                                                                                   |
| 0               | لا يشتعل (مثل الماء). |

| لا استقرارية / تفاعلية (أصفر) | |
| 4                             | يمكن للمادة بسهولة أن تنفجر انفجارا صاعقا عند درجات الحرارة والضغط العاديين (مثل نيتروغليسرين، وآر دي إكس)                                                                                                   |
| 3                             | يمكن للمادة أن تنفجر انفجارا صاعقا ولكن تحتاج إلى مصدر أولي للانفجار، ويجب تسخين المادة في مكان محصور قبل التفجير الأولي، أو يتفاعل انفجاريا مع الماء، أو ستنفجر إذا تعرضت لصدمة قاسية (مثل نترات الأمونيوم) |
| 2                             | تتعرض المادة لتغير كيميائي عنيف عند درجات الحرارة والضغط العاليين، أو تتفاعل بعنف مع الماء، أو قد تشكل مع الماء مزيجا متفجرا (مثل فوسفور، بوتاسيوم، صوديوم)                                                  |
| 1                             | مادة مستقرة عادة، ولكنها تصبح غير مستقرة عن درجات الحرارة والضغط العاليين (مثل بروبيلين) |
| 0                             | مادة مستقرة عادة، حتى عند التعرض للنار، ولا تتفاعل مع الماء (مثل هيليوم). |

### الأبيض
يمكن لهذه المنطقة من ألماسة النار أن تتضمن عدة رموز. والرموز التالية حددتها معايير NFPA 704:
- W: تتفاعل المادة مع الماء بطريقة غير عادية أو خطيرة (مثل السيزيوم، الصوديوم)
- OXY: مؤكسد (مثل فوق كلورات البوتاسيوم، ونترات الأمونيوم، وفوق أكسيد الهيدروجين)
- SA: غاز خانق بسيط (تشمل النيتروجين، الهيليوم، النيون، الكريبتون، الأرغون، الزينون)

## اقرأ أيضا
- رمز الخطر
- مادة خطرة

## وصلات خارجية
- List of NFPA Ratings for many chemicals نسخة محفوظة 23 يوليو 2008 على موقع واي باك مشين.
- About NFPA 704: Standard for the Identification of Hazards of Materials for Emergency Response نسخة محفوظة 10 ديسمبر 2007 على موقع واي باك مشين.
- NFPA 704 Diamond Rating Explanation Guide